# The Mermaid's Song
| Recensione | Giudizio |
| ---------- | -------- |
| AllMusic   | [ 1 ]    |

The Mermaid's Song è un album discografico dei The Tannahill Weavers, pubblicato dall'etichetta discografica Green Linnet Records nel 1992.

## Tracce
1. Greenwood Side* / Highland Laddie** / Pattie*** – 3:10 (Tradizionale*, tradizionale**, Neil Dickie***)
2. Logie O' Buchan – 3:58 (Tradizionale)
3. Elspeth Campbell* / Kenny Gilles of Portnalong, Skye** / Malcolm Johnstone° / Thornton Jig°° – 4:43 (Theodore Douglas*, Peter MacFarquar**, R Campbell°, tradizionale°°)
4. The Cuillins of Rhum – 3:38 (Gordon Bok e Kettle Musie (testi), tradizionale (musica))
5. The Mermaid's Song* / The Herra Boys** / Captain Horns° / The Fourth Floor°° – 6:11 (Tradizionale*, Pat Shuldam Shaw**, tradizionale°, Gordon Duncan°°)
6. Are Ye Sleeping Maggie?* / The Noose and the Ghillie** – 3:04 (Tradizionale*, P. Gautier**)
7. A Bruxa / Unknown – 3:41 (Anton Seoane (A Bruxa))
8. Come Under My Plaidie – 3:44 (Tradizionale)
9. Welcome Royal Cherlie / Campbell's Farewell to Redcastle – 2:39 (Tradizionale)
10. Flashmarket Close / MacArther / Colonel Fraser / The Swallow's Tale – 4:17 (Tradizionale)
11. The Ass in the Graveyard – 2:31 (Terry Tully)

## Musicisti
- Roy Gullane - chitarra, voce
- Phil Smillie - flauto, whistles, bodhrán, voce
- Les Wilson - bouzouki, tastiere, voce
- John Martin - fiddle, viola, voce
- Kenny Forsyth - Highland bagpipes, Scottish small pipes, whistles

Musicisti aggiunti
- Jim Sutherland - tastiere
- Dave Gromley - bodhrán

Note aggiuntive
- The Tammahill Weavers - produttori, arrangiamenti
- Registrazioni effettuate nel 1992 al Pier House Studios di Edimburgo, Scozia
- Peter Haigh - ingegnere delle registrazioni
- Peter Haigh e Phil Smillie - mixaggio